# Martin Wiesend

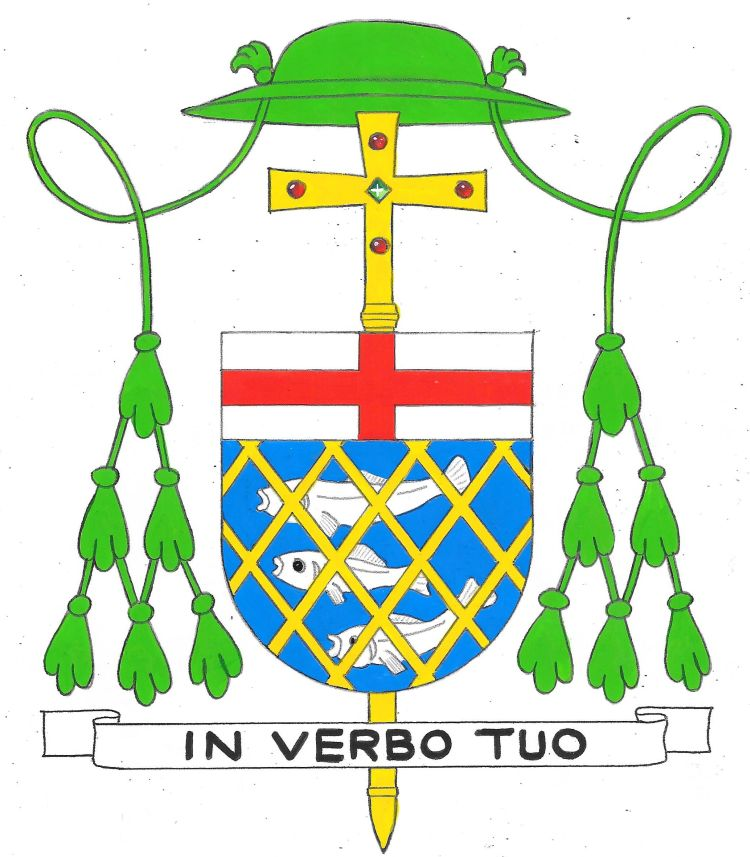
Bischöfliches Wappen

Martin Wiesend (* 28. April 1910 in Kulmain; † 7. März 2003 in Bamberg) war Weihbischof in Bamberg.

## Leben
Martin Wiesend studierte nach dem Abitur in Landshut zunächst Jura und Volkswirtschaft an der Ludwig-Maximilians-Universität München. Er wurde 1930 Mitglied der katholischen Studentenverbindung KDStV Aenania München im CV, später auch der KDStV Fredericia Bamberg im CV. 1932 trat Wiesend in das Priesterseminar der Erzdiözese Bamberg ein und nahm das Studium der Katholischen Theologie auf. Kurz vor der nationalsozialistischen Gleichschaltung 1933 war er Senior bei Aenania.
Am 31. Januar 1937 empfing Martin Wiesend das Sakrament der Priesterweihe und war anschließend als Seelsorger in Fürth, Oberailsfeld und Nürnberg tätig. 1938 kehrte Wiesend nach Bamberg zurück und wurde Präfekt im erzbischöflichen Knabenseminar Ottonianum. Sein Vorgesetzter war der spätere Weihbischof Johannes Lenhardt, dem Martin Wiesend als Weihbischof in Bamberg dann nachfolgen sollte. Im Jahr 1944 wurde Martin Wiesend Pfarrer in der Pfarrei St. Theresia vom Kinde Jesu in Nürnberg. Von 1958 bis 1962 war er Stadtdekan von Nürnberg, 1962 wurde er in das Metropolitankapitel des Erzbistums Bamberg berufen.
Papst Paul VI. ernannte Wiesend 1967 zum Titularbischof von Migirpa und zum Weihbischof in Bamberg. Die Bischofsweihe spendete ihm Erzbischof Josef Schneider am 27. März 1967 im Bamberger Dom. Aus diesem Anlass suchte er sich den bischöflichen Wahlspruch In verbo tuo („Auf dein Wort hin“) in Anlehnung an das Motto des Bamberger Katholikentages 1966 „Auf dein Wort hin will ich meine Netze auswerfen und meine Arbeit tun“ aus. In den Jahren 1967 bis 1986 stand er als Dompropst dem Bamberger Domkapitel vor. Für die Zeit der Sedisvakanz nach dem altersbedingten Rücktritt von Erzbischof Josef Schneider wurde er 1976 vom Bamberger Domkapitel zum Kapitularvikar gewählt und leitete damit kommissarisch das Erzbistum Bamberg bis zur Amtseinführung von Elmar Maria Kredel am 2. Juli 1977.
Am 31. August 1985 nahm Papst Johannes Paul II. Wiesends aus Altersgründen vorgebrachtes Rücktrittsgesuch an.
Wiesend engagierte sich für den Nachwuchs in den kirchlichen Berufen und der Priesterausbildung sowie insbesondere für die Missionstätigkeit der Kirche. Die umfassende Renovierung des Kaiserdoms wurde auf Initiative seines Amtes als Dompropst durchgeführt.

## Auszeichnungen
- 1967: Ehrenbürger seiner Heimatgemeinde Kulmain
- 1971: Bayerischer Verdienstorden
- 1979: Ehrendoktor der Otto-Friedrich-Universität Bamberg
- 1987: Großes Bundesverdienstkreuz

Außerdem war er der Namensgeber für die Martin-Wiesend-Schule, einer Schule zur individuellen Sprachförderung in Bamberg.